# 長塚京子
長塚 京子（ながつか きょうこ, 1974年2月22日 - ）は、千葉県千葉市出身の元女子プロテニス選手。千葉東高等学校、早稲田大学卒業。自己最高ランキングはシングルス28位、ダブルス31位。現役時代はヨネックス所属。身長166 cm、体重55 kg、右利き。WTAツアーでシングルス優勝はないが、ダブルスで2勝を挙げ、1995年と1996年の1月第2週にオーストラリア・ホバートの大会でダブルス2連覇を達成した。

## 来歴
長塚はジュニア時代、1986年に「全日本ジュニアテニス選手権」の12歳以下の部門で優勝し、1989年には同選手権の16歳以下の部門を制したことがある。1991年にプロ入りし、1992年の全米オープンで4大大会にデビューする。1994年に「広島アジア大会」でダブルスの金メダルを獲得。彼女の最盛期は1995年に訪れ、全豪オープンと全仏オープンの2大会連続で4大大会の4回戦進出を果たした。全豪オープンでは、4大大会初出場だった14歳のマルチナ・ヒンギスを2回戦で破る活躍があり（スコア：6-3, 6-4）、4回戦でナターシャ・ズベレワに 3-6, 6-3, 6-1 の逆転で敗れている。全仏オープンでは4回戦でガブリエラ・サバティーニに 3-6, 0-6 で敗れた。1995年の全仏オープンは日本女子テニス界が頂点を極めた大会となり、長塚と杉山愛が4回戦まで進出し、エースの伊達公子が日本人女子選手初の準決勝進出を果たしている。
長塚は女子テニス国別対抗戦・フェドカップでも日本代表選手として活躍し、1996年4月27日-28日に東京・有明コロシアムでドイツ・チームと「ワールドグループ」1回戦を戦った時は、4月28日のダブルス戦で杉山愛とペアを組み、シュテフィ・グラフとアンケ・フーバーのペアを 4-6, 6-3, 6-3 で破り、日本チームを勝利へ導く活躍をした。当時のフェドカップの試合は、第1日目にシングルス2試合、第2日目にシングルス2試合を行い、その後最後の試合としてダブルスを行うしくみになっていた。第2日目のシングルス第1試合で伊達公子がグラフを 7-6, 3-6, 12-10 で破ったことから、会場内の盛り上がりは最高潮に達し、シングルス4試合が終了したところで「2勝2敗」になっていたため、勝敗の行方は最後のダブルス戦までもつれた。長塚と杉山のペアはこの大一番を制し、日本チームを記念碑的な大金星へ導いたのである。7月の準決勝ではアメリカ・チームに0勝5敗で完敗したが、長塚はフェドカップ代表選手の資格で、アトランタ五輪にも日本代表選手として出場した。
しかし、長塚の全盛期はあまりにも短く、1996年のウィンブルドンでは1回戦で第12シードの伊達公子と“日本人対決”が決まり、0-6, 3-6 で敗れてしまう。この後多数の故障を抱えるようになり、ツアー大会への出場もおぼつかなくなった。1997年全豪オープンの1回戦敗退が、彼女の最後の4大大会出場となる。そして1998年8月末に、長塚京子は24歳の若さで現役引退を発表した。この年は4月に遠藤愛が引退し、9月には沢松奈生子、年末の12月には雉子牟田直子がそれぞれ現役引退を表明した。
現役引退後は、千葉県にある「アートヒル・テニスクラブ」でコーチを務め、高雄恵利加や森上亜希子などを指導した。2003年から2007年まで早稲田大学に在学。2009年4月にはアートヒル・テニスクラブを辞め、同月に船橋市にある「Ken'sテニスクラブ ららぽーと」とのジュニアアカデミー部門として開校した「Ken's Nagatsuka Tennis Academy」の校長に就任した。